# 28468 Shichangxu
28468 Shichangxu este un asteroid din centura principală de asteroizi.

## Descriere
28468 Shichangxu este un asteroid din centura principală de asteroizi. A fost descoperit pe 12 ianuarie 2000 la Xinglong în cadrul programului Beijing Schmidt CCD Asteroid Program. Asteroidul prezintă o orbită caracterizată de o semiaxă mare de 2,58 ua, o excentricitate de 0,06 și o înclinație de 9,7° în raport cu ecliptica.